# I. György kijevi nagyfejedelem
I. György, oroszosan Jurij Vlagyimirovics, vagy Jurij Dolgorukij (oroszul: Юрий Владимирович Долгорукий, óoroszul Гюрьги, Дюрьги), (1090-es évek – Kijev, 1157. április 15.) vlagyimir-szuzdali 1125-től és kijevi nagyfejedelem 1149-től 1151-ig és 1155-től haláláig, akit Moszkva alapítójának tartanak.

## Születésének időpontja
Jurij Vlagyimir Monomah kijevi nagyfejedelem hatodik fia volt. Születésének éve és anyjának kiléte  bizonytalan. Tatyiscsev szerint 1090-ben született és eszerint anyja Vlagyimir első felesége, Wessexi Gitta volt, aki feltehetően 1098. március 10-én halt meg. Azonban a Monomah által írt életrajzban Jurij anyja 1107-ben halálozott el, aki eszerint a nagyfejedelem második felesége, a görög származású Eufémia lehetett, Jurij pedig 1097-1102 között jött a világra (1102-ben öccse, Andrej született). Másrészt viszont Jurij második fia, Andrej Bogoljubovszkij feltehetően 1111 körül született, az első fia eszerint még korábban, amikor Jurij nem lehetett sokkal fiatalabb 16-17 évnél. Megnyugtató válasz tehát nincs Jurij születési idejének kérdésre, annyi vehető biztosra, hogy valamikor az 1090-es években történt. 

## Rosztov-Szuzdal fejedelmeként
1120-ban Jurij vezette a volgai bolgárok elleni orosz hadjáratot, amelyben a kunok is segítették. 
1125-ben a Rosztovot kormányzó Jurij átvitte birtokainak központját Szuzdalba. Utóda és fia, Andrej Bogoljubszkij 1157-ben Vlagyimirbe tette át a székhelyét. Rosztov politikai jelentősége ezután jelentősen lecsökkent. 
1132-ben az új nagyfejedelem, Jaropolk nem a hagyományos öröklési rend szerint, legidősebb öccsének adta át a Perejaszlavli fejedelemséget (amivel mutatta volna annak trónörökösi státuszát), hanem az előző uralkodó, Msztyiszláv fiának, Vszevolodnak. Jurij, saját későbbi örökösödését is féltve, fegyverrel űzte el Vszevolodot a városból. A nagyfejedelem ekkor Vszevolod öccsének, Izjaszlávnak adta Perejaszlavlt, de Jurijnak ez a megoldás sem felelt meg. Izjaszláv ekkor helyet cserélt a turovi Vjacseszláv Vlagyimiroviccsal, de utóbbinak nem tetszett Perejaszlavl és visszakövetelte korábbi városát. A nagyfejedelem újabb próbálkozást tett a kérdés megoldására: Jurij megkapta Perejaszlavlt, korábbi fejedelemségét, Rosztovot pedig át kellett volna adnia Izjaszlávnak, ám Jurij ennek nem tett eleget. A feldühödött Izjaszláv a bátyjához utazott Novgorodba, szövetkeztek a csernyigovi fejedelemmel és a kunokkal és Kijev, illetve Jurij rosztovi birtokai ellen indultak. Az 1134-es zsdanaja gorai csatában mindkét fél nagy veszteségeket szenvedett és döntő győzelmet nem sikerült elérni. 1135-ben Jaropolk az elégedetlen fejedelmeket között úgy tett igazságot, hogy Jurij megtartotta Rosztovot, Perejaszlavlt átadta Monomah legkisebb fiának, a volhíniai Andrejnek, Volhínia pedig Izjaszlávé lett. 
Jaropolk haláláig és Vszevolod nagyfejedelemsége alatt Jurij Dolgorukij leginkább saját birtokainak megerősítésével foglalkozott, bár sikertelenül megpróbálta rávenni a novgorodiakat egy déli hadjáratra. Megerődített városok sorát alapította, Dubnát, Pereszlavl-Zalesszkijt, Kosztromát, Dmitrovot és lehetséges, hogy Gorogyecet is. 1147-ben az ő uralkodása idején említik először Moszkvát, ott látta vendégül szövetségesét, a novgorod-szeverszki Szvjatoszlávot (aki az Igor-ének főhősének, Igor Szvjatoszlavicsnak volt az apja). A krónika szerint a Moszkva-folyó menti falvaknak Sztyepan Kucsko szuzdali bojár volt a tulajdonosa. Amikor Jurij Dolgorukij átutazott a környéken, a bojár gorombán viselkedett vele ezért kivégeztette és elkobzott birtokain várost alapított, amit eleinte Kucskovnak, később a folyó után Moszkvának neveztek. A krónika szerint a fejedelem 1156-ban gerendafalakkal és sánccal vétette körbe Moszkvát. 

## Harca a nagyfejedelemségért

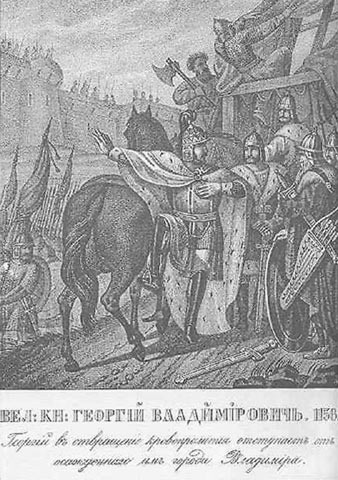
Jurij nagyfejedelem (Borisz Csorikov rajza, 1836)

Vszevolod nagyfejedelem 1146-os halála után annak öccse, Igor lett az utóda, de őt a kijevi népgyűlés meghívására Izjaszláv erőszakkal megdöntötte és a hagyományos örökösödés megsértésével maga ült a trónra. Igort a kijeviek a következő évben megölték, és öccse, a novgorod-szeverszki Szvjatoszláv engesztelhetetlen ellensége lett Izjaszlávnak. Izjaszláv emiatt támogatni kezdte a csernyigoviak területi igényét Szvjatoszlávval szemben és hamarosan újból lángba borult a Kijevi Rusz. Jurij Szvjatoszláv oldalára állt, csakúgy mint a halicsi Vlagyimirkó és megnyerték ügyüknek a kunokat is. Izjaszláv szövetségesei a többi orosz fejedelemség nagy része, valamint a dinasztikus házasságok által rokon magyar, cseh és lengyel királyok voltak. Jurij kétszer is elfoglalta Kijevet, de Izjaszláv mindkétszer elűzte a városból. A Ruta folyó melletti vereség után már nem volt képes aktívan fellépni az ország déli részén és szövetségeseit is egymás után felmorzsolták. 
Izjaszláv és társuralkodója, Vjacseszláv 1154-es halála után seregei élén Kijevbe indult. Útközben találkozott a Vjacseszláv által kinevezett új nagyfejedelemmel, Rosztyiszlávval, aki, hogy elkerülje a harcot, elismerte Jurij trónigényét. A Kijevet időközben megszálló másik trónkövetelő, a csernyigovi Izjaszláv is békében átadta a várost. Jurij ezután a Rusz részfejedelemségeit szétosztotta fiai között.
1157-ben Volhíniából sikertelenül próbálta elűzni Izjaszláv fiát, Msztyiszlávot, aki ezután összefogott Jurij uralmának többi ellenzőjével, a csernyigovi Izjaszlávval és Rosztyiszlávval. Újabb harcra azonban nem került sor, mert 1157. május 15-én Jurij Dolgorukij meghalt, állítólag a kijevi bojárok mérgezték meg. Rendkívül népszerűtlen volt a kijeviek körében, halála után a nép azonnal kifosztotta a palotáját. Utódja a trónon Izjaszláv csernyigovi fejedelem lett.

## Családja és gyermekei

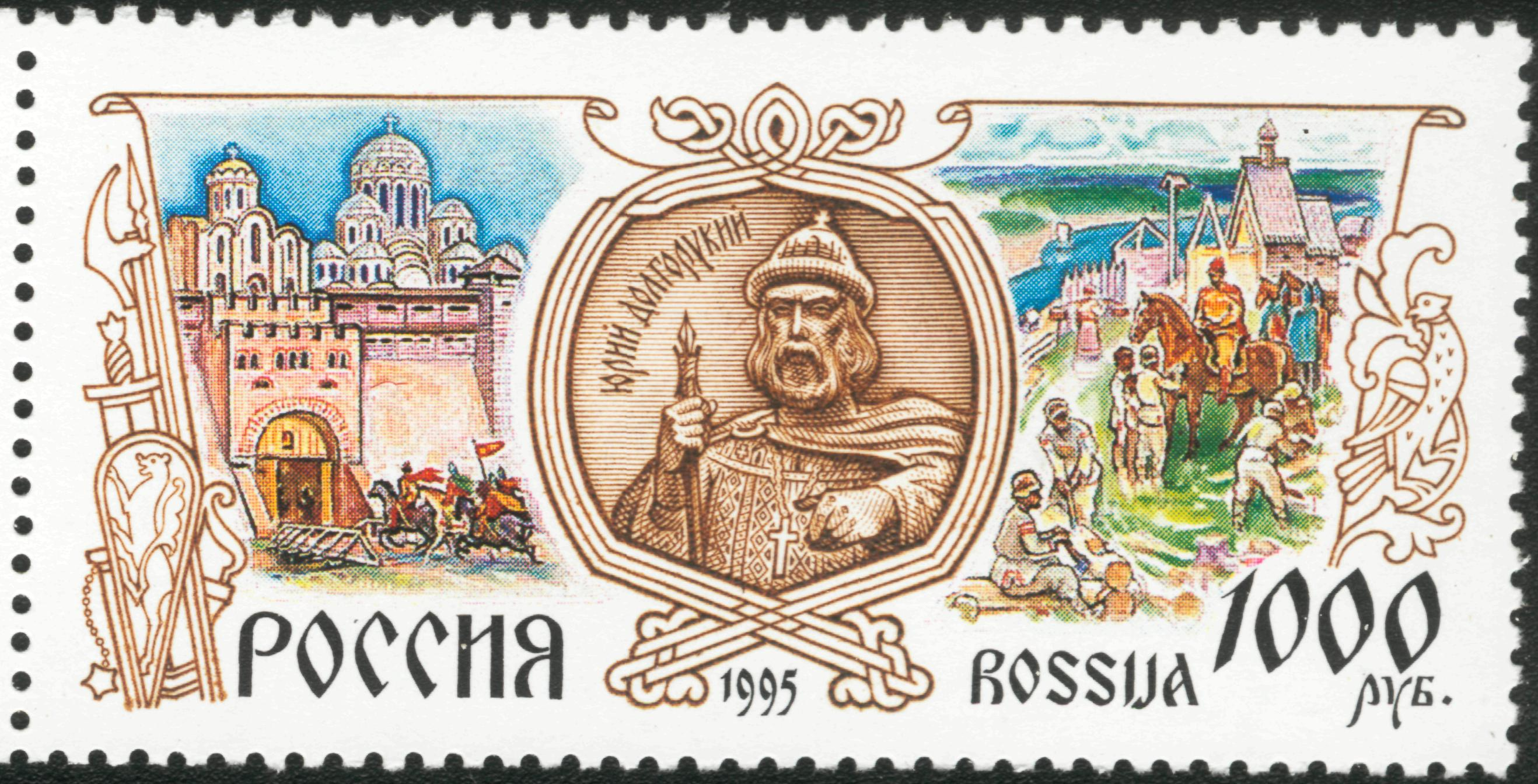
Jurij Dolgorukijt ábrázoló 1995-ös orosz bélyeg

Jurij először 1108-ban nősült, az apja által kötött békeszerződés értelmében a kunok vezérének, Aepa kán lányát vette feleségül. Gyermekeik: 
- Rosztyiszláv (†1151), novgorodi és perejaszlavli fejedelem
- Andrej Bogoljubovszkij (1112–1174), vlagyimir-szuzdali nagyfejedelem
- Iván (†1147), kurszki fejedelem
- Gleb (†1171), kijevi nagyfejedelem
- Borisz (†1159), belgorodi és turovi fejedelem
- Jelena (†1165), férjhez ment Oleg Szvjatoszlavics novgorod-szeverszki fejedelemhez
- Marija (†1166)
- Olga (†1189), férjhez ment Jaroszláv halicsi fejedelemhez

Jurij második feleségéről nem sokat lehet tudni, az egyetlen biztos információ, hogy 1183-ban halt meg. Egyes források Olgának, vagy Helénének nevezik és lehetséges, hogy bizánci volt. Gyermekeik:
- Vaszilkó (†1162), szuzdali fejedelem
- Msztyiszláv (†1162), novgorodi fejedelem
- Jaroszláv (†1166)
- Szvjatoszláv (†1174), jurjevi fejedelem
- Mihály (†1176), kijevi, majd vlagyimiri nagyfejedelem
- Vszevolod (1154–1212), kijevi, majd vlagyimiri nagyfejedelem